# Улица Академика Константинова
Улица Акаде́мика Константи́нова — улица в Калининском районе Санкт-Петербурга. Проходит от проспекта Науки до улицы Академика Байкова.

## История
Улица получила название 29 декабря 1972 года в память о Борисе Павловиче Константинове — русском советском физике.

## Здания и сооружения

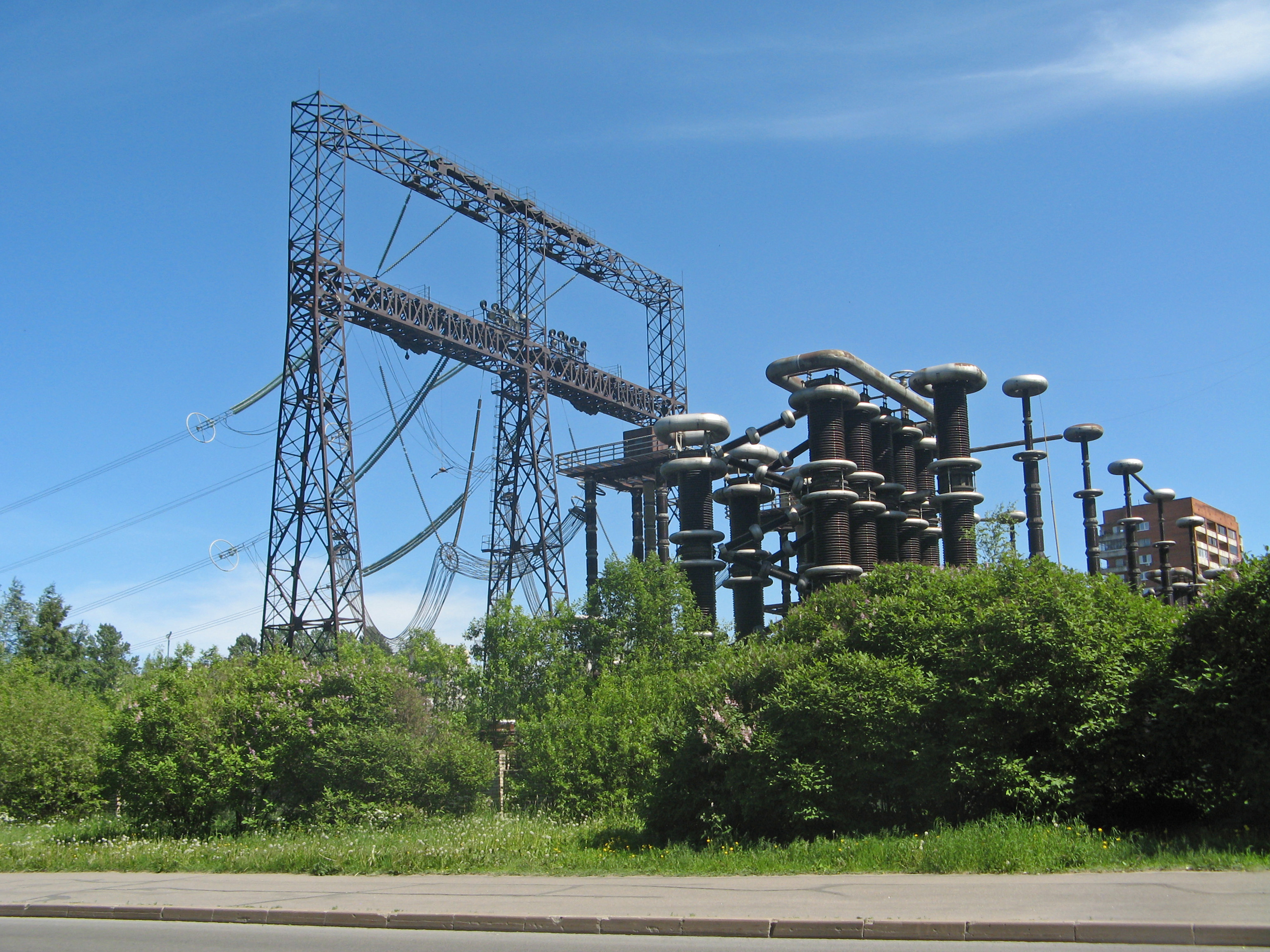
НИИПТ (май 2016)

Нечётную сторону улицы в её начале с 1980-х годов до конца 2018 года занимала площадка НИИПТа. С конца 2018 года на территории площадки вёлся постепенный снос зданий и сооружений. Территория будет отдана под жилую застройку.

## Пересечения
- проспект Науки
- аллея Академика Глушко
- улица Академика Байкова

## Транспорт
Ближайшая к улице Академика Константинова станция метро — «Академическая» 1-й (Кировско-Выборгской) линии.
Движение наземного общественного транспорта по улице отсутствует.